# Fast & Furious 7
Fast & Furious 7 (Originaltitel: Furious 7) ist ein US-amerikanischer Actionfilm aus dem Jahr 2015 von James Wan. Der Film ist die Fortsetzung von Fast & Furious 6 (2013) und der siebte Film der Filmreihe Fast & Furious. Darüber hinaus ist dieser Film die chronologische Fortsetzung des 2006 erschienenen The Fast and the Furious: Tokyo Drift. Die bekannte Darstellerriege um die Hauptdarsteller Vin Diesel und Paul Walker wurde u. a. mit Jason Statham und Kurt Russell erweitert.
Premiere hatte der Film am 16. März 2015 beim Filmfestival South by Southwest in Austin, Texas. Der US-Kinostart war am 3. April 2015, in Deutschland bereits zwei Tage früher.
Fast & Furious 7 ist der letzte Film des am 30. November 2013 verstorbenen Hauptdarstellers Paul Walker, der die Filmreihe seit dem ersten Teil prägte. Es gibt auch einen Extended Cut, der zweieinhalb Minuten länger ist.

## Handlung
Ein Jahr ist vergangen, seit Dominic „Dom“ Toretto und seine Leute Owen Shaw in Fast & Furious 6 außer Gefecht gesetzt hatten und in die Vereinigten Staaten zurückgekehrt sind. Dort genießen sie ihre Straffreiheit und führen ein normales Leben, wie es ihnen immer vorschwebte.
Der Film beginnt mit einem Besuch Deckard Shaws in einer Londoner Klinik, wo sein Bruder Owen im Koma liegt. Er schwört ihm Rache an den Leuten, die ihm das angetan haben, und verlässt anschließend das von ihm verwüstete Krankenhaus, da er augenscheinlich zahlreiche Polizisten, die ihn aufhalten wollten, zuvor getötet hat.
Dom bringt inzwischen seine Freundin Leticia „Letty“ Ortiz in die Wüste zum Renn-Event Race Wars, das sie und er gegründet haben. Dort schafft sie es, ein Viertelmeilenrennen zu gewinnen. Aufgrund der ihr zujubelnden Menschen, die sie umringen, gerät sie aber in Panik und erklärt Dom daraufhin, dass sie es nicht länger ertragen kann, mit ihm zusammen zu sein, weil sie sich an kaum etwas aus ihrer gemeinsamen Zeit erinnern kann, während Dom mit Sehnsucht von all den vergangenen Erlebnissen schwärmt, woraufhin sie ihn verlässt.
Im DSS-Quartier sitzt Agent Luke Hobbs derweil allein zu später Stunde in seinem Büro, als er in einem der anderen Räume Deckard Shaw sieht, der sich an einem Computer Informationen über Doms Crew holt und dabei als erstes auf Han stößt. Es kommt zum Kampf zwischen ihm und Hobbs, aus dem Deckard als Sieger hervorgeht, indem er die gesamte Etage in die Luft sprengt und flieht.
In Los Angeles versucht unterdessen Brian O’Conner mit Mia und ihrem Sohn Jack, das Alltagsleben zu bewältigen. Bei einem Besuch von Dom erfährt dieser von Mia, dass sie erneut von Brian schwanger sei. Kurz darauf erhält Dom einen Anruf von Deckard Shaw, der in der Zwischenzeit in Tokio Hans Tod herbeigeführt hat, und wird von diesem vorgewarnt, als vor ihrem Haus, vor dem sie stehen, ein anonym zugestelltes Paket explodiert und das Haus zerstört wird, wobei alle unverletzt bleiben.
Dom besucht den im Krankenhaus liegenden Hobbs, der ihm eröffnet, dass es sich bei Deckard Shaw um einen ehemaligen geheimen Spezialagenten der britischen Regierung handelt, die ihn vor langer Zeit allerdings kaltstellte. Daraufhin reist Dom umgehend nach Tokio und stattet dem „Drift King“ Sean Boswell, einem Freund von Han, einen Kurzbesuch ab. Dabei erhält er auch seine Halskette zurück, die er Letty in Teil 6 überlassen hatte. Owen Shaw hatte diese wiederum von Letty, die sich an ihre Vergangenheit mit Dom nicht erinnerte. Deckard hatte sie als Hinweis neben Hans Auto hinterlassen.
Zwei Tage später findet in Los Angeles Hans Beerdigung statt, wo Deckard erscheint. Dom nimmt daraufhin seine Verfolgung auf, bis sie sich gegenüberstehen. Nach dem darauffolgenden Zusammenprall beider Autos richtet Deckard bereits seine Waffe auf Dom, als plötzlich Soldaten auftauchen und Deckard in die Flucht schlagen. Deren Anführer, der sich „Mr. Nobody“ nennt, bietet Dom die Zusammenarbeit an.
Im Quartier der Soldaten erläutert Mr. Nobody Dom den Vorschlag: Wenn er und seine Crew ihm und somit der US-Regierung ein hochintelligentes Ortungssystem, genannt „das Auge Gottes“, beschaffen, werde diese das System einsetzen, um Dom die Ergreifung von Deckard Shaw zu ermöglichen. Die Crew nimmt das Angebot an. Durch Informationen der Regierung ist ihnen bekannt, dass die Entwicklerin des Computersystems, genannt „Ramsey“, von dem afrikanischen Warlord Mose Jakande entführt worden ist und sich derzeit in einem Konvoi auf dem Weg durch das aserbaidschanische Kaukasusgebirge befindet. Nun fasst die Crew, bestehend aus Dom, Brian, der zurückgekehrten Letty, Tej und Roman, einen Plan zur Befreiung Ramseys.
Dieser besteht darin, mit ihren Autos aus einem Flugzeug zu springen und mit Hilfe von GPS-gesteuerten Fallschirmen auf der Fahrbahn zu landen. Beim darauffolgenden waghalsigen Manöver kann Brian auf den Transportbus gelangen, Ramsey befreien und dank Letty aus dem Bus geholt werden, bevor dieser eine Klippe hinunterstürzt. Der Rest der Crew hat es derweil mit Jakandes Handlangern zu tun, als schließlich Deckard Shaw auftaucht und Dom von der Strecke drängt. Dom kann Jakande und Deckard jedoch entkommen, das gesamte Team bringt sich in Sicherheit und sucht sich mit Ramsey einen Unterschlupf. Dort erfährt das Team, dass sie den Ortungschip bei einem Freund in Abu Dhabi untergebracht hat.
Daraufhin reist die Crew in die Vereinigten Arabischen Emirate, wo sie von Ramseys Freund erfahren muss, dass dieser das Computersystem ahnungsloserweise einem reichen Prinzen verkauft hat, der den Chip in seinen Sportwagen, einen Lykan HyperSport, hat einbauen lassen. Ramseys Freund kann der Crew Zugang zu einer Party verschaffen, die der Prinz in seinem Penthouse in einem Turm der Etihad Towers veranstaltet. Dort kann Tej dann das Auto lokalisieren, während Roman für die Ablenkung der Wachen sorgt und Letty die Sicherheitssysteme des Gebäudes lahmlegt. Brian und Dom gelangen ungestört zum Auto, wo Brian versucht, den Chip auszubauen. Doch die Crew wird entdeckt und muss fliehen, woraufhin die beiden in den Wagen steigen und in die Etage fahren. Als schließlich Deckard auftaucht und das Auto unter Beschuss nimmt, wobei die Bremsen beschädigt werden, lenkt Dom es aus dem Fenster durch die Luft in den benachbarten Wolkenkratzer, während Brian versucht, den Chip aus dem Auto zu reißen. Nachdem Dom das Auto aufgrund der beschädigten Bremsen in ein weiteres Hochhaus gesteuert hat, gelingt es Brian, den Chip zu entfernen, woraufhin sie aus dem Auto springen, bevor dieses aus dem dritten Gebäude in die Tiefe stürzt.
Nachdem das Ortungssystem nun in den Händen von Mr. Nobody ist, überlässt er es Dom als Belohnung, um Deckard zu finden. Dieser hat sich in einer automatisierten Industrieanlage verschanzt, wo er von der Crew, die Unterstützung von den Soldaten erhält, dank des Chips gefunden werden kann. Sie werden jedoch von Jakande und dessen Männern überrascht, die die Soldaten angreifen und den Ortungschip an sich bringen können. Im Gefecht wird Mr. Nobody angeschossen, der von Dom in Sicherheit gebracht wird, bevor er von seinen eigenen Rettungskräften abgeholt wird.
Die Crew kehrt daraufhin wieder nach Los Angeles zurück, um sich auf bekanntes Terrain zu begeben, und schmiedet einen Plan: Sobald Jakande mit dem Ortungssystem in der Nähe der Stadt auftaucht, installiert Ramsey einen Virus auf dem Chip, mit dem sie die Kontrolle über ihn gewinnen kann. Wie erwartet erscheint bald Jakande mit seinen Handlangern in einem Helikopter über der Stadt. Sie haben es auf Ramsey abgesehen, die sich aber durch das Umsteigen zwischen den Autos von Tej, Brian und Roman vor Jakandes Angriffen in Sicherheit bringen kann. Währenddessen kommt es auf einem Parkhaus zum Kampf zwischen Dom und Deckard, der ebenfalls gekommen ist. Schließlich stößt auch noch Agent Hobbs zum Kampfgeschehen hinzu, der zuerst eine Drohne des Helikopters zerstört und dann die Feinde mit einer Minigun angreift. Nachdem der erste Sendemast von Jakande zerstört worden ist, wodurch die Virusübertragung gestört wird, schließt Brian manuell einen anderen an das Netzwerk an, woraufhin Ramsey es schafft, den Virus vollständig hochzuladen. Weil der Ortungschip nun nutzlos ist, verliert Jakande Ramsey aus den Augen und feuert schließlich eine Rakete auf das Parkhaus, auf dem sich Dom und Deckard bekämpfen. Dieses beginnt daraufhin einzustürzen, wobei Deckard unter den Trümmern begraben wird und Dom in seinem Dodge Charger fliehen muss. Er benutzt ein Trümmerteil als Rampe, um zu Jakandes Helikopter zu springen, an dem er einen Beutel voller Handgranaten befestigt, der schließlich unter dem Beschuss durch Hobbs explodiert. Trotz einer unsanften Landung, bei der sich Dom leicht verletzt, ist die Crew froh darüber, den Feind besiegt zu haben, zumal Lettys Gedächtnis zurückgekehrt ist. Sie erklärt dem in Ohnmacht gefallenen Dom, dass sie sich erinnert, ihn damals in der Dominikanischen Republik geheiratet zu haben. So wird auch klar, warum die Halskette Dom immer so wichtig war: Sie fungierte als Ehering.
Der gefangene Deckard Shaw wird von Agent Hobbs in einem geheimen CIA-Spezialgefängnis untergebracht.
In Monte Cristi in der Dominikanischen Republik kommt die gesamte „Familie“ am Strand zusammen, wo Dom, Letty, Tej, Ramsey und Roman beobachten, wie Brian mit Mia und Jack zusammen am Strand spielen. Den Freunden wird deutlich, dass Brians Fokus nun ausschließlich auf seiner Familie liegt. Dom entschließt sich, die drei allein zu lassen und fährt fort. Jedoch wird er vom glücklichen Brian in einem weißen Toyota Supra eingeholt. Beide fahren nebenher, dabei erinnert sich Dom an die Zeit mit Brian, wobei kurze Ausschnitte aus allen vorherigen Teilen mit Brian gezeigt werden. Nach einer Weile trennen sich schließlich ihre Wege an einer Gabelung, wo Brian der Sonne entgegen fährt.

## Produktion

### Crew
Am 3. April 2013 gab Justin Lin bekannt, dass er beim siebten Film nicht mehr Regie führen würde. Universal hatte geplant, den Film mit gestrafftem Zeitplan zu produzieren und bereits im Sommer 2014 zu veröffentlichen. Damit hätte Lin mit der Vorproduktion bereits beginnen müssen, als er noch an der Postproduktion zu Fast & Furious 6 arbeitete, was seiner Ansicht nach der Qualität des Films geschadet hätte. Abweichend von den üblichen drei Jahren Pause zwischen den Filmen wollte Universal die Fortsetzung schnell auf den Markt bringen, um den Wettbewerbsnachteil gegenüber Studios mit mehr zuverlässigen Franchises im Portfolio auszugleichen. Spätere Interviews mit Lin deuten an, dass Teil 6 von vornherein als sein letzter Film der Reihe geplant war. Nach der Absage von Lin wurde James Wan als Regisseur verpflichtet, der zuvor vor allem als Regisseur von Horrorfilmen in Erscheinung getreten war. Neal H. Moritz kehrte als Produzent und Chris Morgan als Drehbuchautor zur Reihe zurück.

### Besetzung
Die ersten Schauspieler, die für die Fortsetzung bestätigt wurden, waren Vin Diesel und Paul Walker. Dwayne Johnson sagte ursprünglich, dass er, wenn Universal die beschleunigte Entwicklung des Films forcieren würde, wegen der Dreharbeiten zu Hercules nicht am Film mitwirken könne. Nichtsdestotrotz bestätigte er mit Start der Dreharbeiten im September 2013, dass er eine signifikante Rolle im Film übernehmen werde, nachdem die Arbeiten zu Hercules pünktlich beendet worden waren. Im August 2013 entstanden Gerüchte, Kurt Russell sei im Gespräch für den Film. Diesel bestätigte diese mit einem Foto von der Produktion auf seiner Facebook-Seite im September. Im August wurde außerdem die Mixed-Martial-Arts-Kämpferin Ronda Rousey bestätigt sowie der Thai-Martial-Arts-Kämpfer Tony Jaa, der damit sein Hollywood-Debüt gibt. Im selben Monat wurde berichtet, dass Denzel Washington eine Rolle im Film abgelehnt hat und dass Universal nach einem weiteren großen Star für den achten Film sucht. Außerdem wurde bestätigt, dass Lucas Black für seine Rolle als Sean Boswell in Furious 7 und in zwei weiteren Filmen unterschrieben hat.

### Synchronisation
Die deutsche Synchronisation des Films übernahm die Berliner Synchron AG in Berlin nach dem Dialogbuch von Sven Hasper unter der Dialogregie von Oliver Rohrbeck.
| Rollenname             | Darsteller         | Deutsche Synchronstimme |
| ---------------------- | ------------------ | ----------------------- |
| Dominic „Dom“ Toretto  | Vin Diesel         | Martin Keßler           |
| Brian O’Conner         | Paul Walker        | David Nathan            |
| Letty Ortiz            | Michelle Rodriguez | Ghadah Al-Akel          |
| Mia Toretto            | Jordana Brewster   | Ranja Bonalana          |
| Luke Hobbs             | Dwayne Johnson     | Ingo Albrecht           |
| Roman Pearce           | Tyrese Gibson      | Tobias Kluckert         |
| Tej Parker             | Ludacris           | Jan-David Rönfeldt      |
| Deckard Shaw           | Jason Statham      | Leon Boden              |
| Sean Boswell           | Lucas Black        | Kim Hasper              |
| Frank Petty/Mr. Nobody | Kurt Russell       | Manfred Lehmann         |
| Megan Ramsey           | Nathalie Emmanuel  | Marie-Isabel Walke      |

### Filmmusik
Brian Tyler, der bereits am dritten, vierten und fünften Film der Reihe mitgewirkt hatte, ist in diesem Teil erneut für die Filmmusik verantwortlich.
Darüber hinaus wurden folgende Musikstücke in Fast & Furious 7 verwendet:
- Go Hard or Go Home (Wiz Khalifa & Iggy Azalea)[19]
- Ride Out (Kid Ink, Tyga, Wale, YG & Rich Homie Quan)[20]
- Get Low (DJ Snake, Dillon Francis)
- Ay Vamos (J Balvin)
- See You Again (Wiz Khalifa feat. Charlie Puth)
- Tempest (Deftones)

Der Song See You Again von Wiz Khalifa feat. Charlie Puth erreichte in Deutschland, Österreich, der Schweiz, Großbritannien, den USA und einigen weiteren Ländern jeweils den 1. Platz der Singlecharts. In Großbritannien erreichte der Soundtrack außerdem den Platin-Status und in der Schweiz den Gold-Status. Das zugehörige Musikvideo war auf YouTube zeitweise das meistgeschaute Video, nachdem es im Juli 2017 Psy mit seinem Musikvideo zu Gangnam Style von Platz 1 verdrängte. Insgesamt verzeichnete es (Stand: September 2021) knapp 5,2 Milliarden Aufrufe und befindet sich damit auf Platz 4 der meistaufgerufenen YouTube-Videos aller Zeiten.

### Paul Walkers Tod und die Folgen
Am 30. November 2013 ist Hauptdarsteller Paul Walker während einer Privatfahrt tödlich verunglückt. Die Dreharbeiten für den Film wurden daraufhin unterbrochen. Im Dezember 2013 gab die Produktion bekannt, dass Fast & Furious 7 von seinem ursprünglichen Starttermin, dem 10. Juli 2014, um knapp ein Jahr auf April 2015 verschoben wurde. Nach Walkers Beisetzung planten die Verantwortlichen das weitere Vorgehen für den Film. Paul Walkers Szenen waren bislang nur zur Hälfte abgedreht gewesen. Im April 2014 wurden die Dreharbeiten mit einem abgewandelten Drehbuch wieder aufgenommen. Da man Brians „Fast“-Reise nicht mitten im Film beenden wollte, fungierten Walkers Brüder Caleb und Cody Walker für die restlichen Dreharbeiten als Double. Zusätzlich arbeitete man mit CGI und Archivmaterial aus vorigen Filmen, um fehlende Szenen von Walkers Figur abzuschließen. So erstellte das Unternehmen Weta Digital insgesamt 260 Aufnahmen, in denen das Gesicht Walkers animiert und der Körper von einem seiner Brüder oder des Schauspielers John Brotherton zu sehen ist. Bei weiteren 90 Aufnahmen bediente man sich an altem Bildmaterial.

## Rezeption

### Kritik
Der Film erhielt überwiegend positive Kritiken. Bei Rotten Tomatoes sind 80 % der insgesamt 237 Kritiken positiv; die durchschnittliche Bewertung beträgt 6,6/10. Im Kritikerkonsens heißt es, „neben einer frischen Portion atemberaubender Stunts“ biete der Film auch „unerwartet leise Töne […]“. (“Serving up a fresh round of over-the-top thrills while adding unexpected dramatic heft […]”) Bei Metacritic erhält der Film eine Bewertung von 67/100, basierend auf 50 Kritiken.
Die Filmzeitschrift Cinema bezeichnete den Film als „wahnwitziges Actionfeuerwerk, das das Adrenalin mit High-Speed sprudeln“ lasse. Die Story diene wie auch in den Vorgängerfilmen „nur als Rahmen für irrsinnige Stunts“. Der Filmdienst meinte, der Film versuche seine Vorgänger als Abschluss der Reihe „an bizarr-exaltierter Auto- und Martial-Arts-Action noch einmal zu überbieten“, was durchaus gelinge. Im Kontrast dazu stünden „stillere Momente, in denen es sentimental um Erinnerungen, Loyalität und Familiengründung“ gehe.

### Einspielergebnis
Fast & Furious 7 war weniger als einen Monat nach seiner Veröffentlichung der finanziell erfolgreichste Teil der Filmreihe und einer der erfolgreichsten Kinofilme der Welt. Mit einem weltweiten Einspielergebnis von über 1,5 Milliarden US-Dollar belegt der Film darüber hinaus in der Rangliste der erfolgreichsten Filme Platz 12 (Stand: 31. Dezember 2024). Die höchsten Einnahmen verzeichnete er in China mit umgerechnet 390 Millionen US-Dollar. Dort belegt er Platz 3 der erfolgreichsten Filme aller Zeiten. Insgesamt nahm die Filmreihe 3,896 Milliarden US-Dollar ein, 1,29 Milliarden US-Dollar allein in den USA. Die deutschen Einnahmen belaufen sich auf umgerechnet 137,8 Millionen US-Dollar. Damit belegt sie Platz 12 (Stand: 31. Dezember 2024) der erfolgreichsten Filmreihen aller Zeiten.

### Auszeichnungen
Als erster Film der Reihe wurde Fast & Furious 7 für einen der renommierten Golden Globes nominiert, konnte die Auszeichnung jedoch nicht für sich gewinnen.
Golden Globe
- 2016: Nominierung in der Kategorie Bester Filmsong für See You Again

People’s Choice Awards
- 2016: Auszeichnung in der Kategorie Favorite Action Movie (Furious 7)

Screen Actors Guild Awards 2016
- 2016: Nominierung in der Kategorie Action performance by a stunt ensemble in a motion picture für Furious 7

## Fortsetzungen
Im Februar 2016 gab Vin Diesel die Starttermine für die Teile 8 bis 10 bekannt, die jeweils im April 2017, April 2019 und April 2021 erscheinen sollen. Fast & Furious 8 kam am 13. April 2017 in die deutschen Kinos. Durch den ersten Ableger Fast & Furious: Hobbs & Shaw, der Anfang August 2019 in die deutschen und amerikanischen Kinos kam, verschob sich der zuerst für April 2019 angesetzte Film Fast & Furious 9 zunächst in den Mai 2020 und erschien aufgrund der COVID-19-Pandemie letztlich im Sommer 2021. Fast & Furious 10 verlor dadurch seinen Starttermin.